# The Album
The Album är den svenska popgruppen Abba:s femte studioalbum och släpptes den 12 december 1977.

## Bakgrund
Under gruppens konsertturné våren 1977 hade regissören Lasse Hallström filmat material som kom att resultera i långfilmen Abba – the Movie, vars premiär lades till december samma år. Planerna bestod i att släppa nästa studioalbum i anslutning till filmen och att albumet till viss del skulle fungera som soundtrackalbum. På det färdiga albumet är det endast tre låtar som inte förekommer i filmen. I ett tidigt skede fanns tanken att släppa ett dubbelalbum där den ena skivan skulle innehålla livematerial från turnén/filmen.

## Inspelningen
Gruppen påbörjade inspelningen av låtar till albumet i maj 1977 och arbetet avslutades i november samma år. Detta kan jämföras med föregående album, Arrival, och det efterföljande albumet Voulez-Vous, som bägge tog drygt 13 månader att spela in. 
Större delen av albumet kom att spelas in i Marcus Music Studio i Solna, utanför Stockholm, som då var en av landets mest moderna inspelningsstudios. Den första låten som spelades in var "The Name of the Game". 
Gruppens arbete i studion såg i det mesta likadant ut under hela deras karriär, men under arbetet med The Album gjordes ett noterbart undantag. Björn Ulvaeus berättar i boken ABBA - människorna och musiken 1996: "Det florerade en hel massa luxuösa studior på den här tiden. Artister som Elton John brukade hyra ett slott någonstans i Sydfrankrike och spela in sina nya album där. De arbetade dygnet runt, och det där tyckte ju vi lät väldigt glamouröst. På den tiden fanns det något som hette Bohus Studio nere på västkusten. Man bodde i samma byggnad som studion låg i, och på det viset kunde man spela in precis när man kände för det. Vi tänkte att vi skulle pröva det och åkte ner med några av musikerna, men det passade oss inte alls - det var ingen som ville sitta mitt i natten och spela in ändå!"
Eftersom mycket tid gick åt att arbeta med ljudet i filmen, meddelades i mitten av september att utgivningen av albumet blivit framskjuten till februari 1978, även på grund av att Agnetha Fältskog, som var höggravid, inte orkade arbeta i studion hela dagarna. En del av hennes sångpåläggningar gjordes halvliggandes i en vilstol.
I november meddelades att studioarbetet avslutats och att albumet skulle släppas i Skandinavien som planerat före årsskiftet. Det släpptes i övriga världen i januari 1978, då man inte hann pressa ett så stort antal skivor före jul.

## Beskrivning
Samtliga låtar skrevs av Benny Andersson och Björn Ulvaeus. Gruppens manager Stikkan Anderson medverkade som låtskrivare endast på två av låtarna och The Album kom att bli det sista av Abbs:s album som han bidrog med låtar till.
I Sverige slog skivan försäljningsrekord då 760 000 exemplar såldes.  Albumet är delvis inspirerad av den västkustrock som då var populär, främst genom Fleetwood Mac, men det spänner över ett stort musikaliskt fält.
De tre avslutande låtarna kommer från "minimusikalen", The Girl with the Golden Hair, som var en del av konserten under världsturnén våren 1977. Under turnén framfördes fler låtar ur musikalen, men endast tre togs med på albumet.
Endast två av albumets låtar släpptes som internationella singlar; "The Name of the Game" hösten 1977 och "Take a Chance on Me" i början av 1978. I vissa delar av världen släpptes "Eagle" som singel våren 1978. Värt att notera är att "Thank You for the Music" inte släpptes som A-sida på någon singel vid denna tid, men att den ändå framfördes i tv och vid konserter samt att den togs med på samlingsalbumet Greatest Hits Vol. 2 1979. 

## Låtlista
Samtliga låtar är skrivna av Benny Andersson och Björn Ulvaeus, om inget anges.
Sida ett
1. "Eagle" - 5:47
2. "Take a Chance on Me" - 4:04
3. "One Man, One Woman" - 4:31
4. "The Name of the Game" (Andersson, Anderson, Ulvaeus) - 4:51

Sida två
1. "Move On" (Andersson, Anderson, Ulvaeus) - 4:41
2. "Hole in Your Soul" - 3:39
3. "Thank You for the Music" {från The Girl With The Golden Hair} - 3:49
4. "I Wonder (Departure)" {från The Girl With The Golden Hair} (Andersson, Anderson, Ulvaeus) - 4:32
5. "I'm a Marionette" {från The Girl With The Golden Hair} - 4:03

Total speltid: 39:57

### Återutgivning på CD och bonusspår
- The Album blev remastrad och återutgavs på CD första gången 1997 utan några bonusspår.

- The Album blev remastrad och återutgavs på CD 2001 med ett bonusspår:

1. Thank You for the Music Tidig inspelning, kallad Doris Day-version – 4:03

- The Album blev remastrad på nytt 2005 som en del i boxen The Complete Studio Recordings med dessa bonusspår:

1. Al Andar (Andersson, Anderson, Ulvaeus, Buddy McCluskey, Mary McCluskey) Spansk version av Move On – 4:43
2. Gracias Por La Música (Andersson, Ulvaeus, B. McCluskey, M. McCluskey) Spansk version av Thank You for the Music – 3:49

- The Album återutgavs på nytt 2007 i en 30-årsjubileumsutgåva, kallad 'Deluxe Edition'. Denna skiva innehåller:

1. Eagle Nedkortad singelversion - 4:25
2. Take a Chance on Me Liveversion från 1979, ursprungligen utgiven som B-sida på singeln I Have a Dream 1979 - 4:25
3. Thank You for the Music Tidig inspelning, kallad Doris Day-version - 4:03
4. Al Andar – 4:43
5. I Wonder (Departure) Liveversion, ursprungligen utgiven som B-sida på singeln The Name of the Game 1977 - 4:27
6. Gracias Por La Música – 3:49

- 'Deluxe Edition' 2007 innehåller även en bonus-DVD med följande videor:

1. Eagle/Thank You for the Music Framförande vid Star Parade, ZDF
2. Take a Chance on Me Framförande vid Am Laufenden Band, Radio Bremen
3. The Name of the Game Framförande vid Abba special, TBS
4. Thank You for the Music Framförande vid Mike Yarwood’s Christmas Show, BBC
5. Take a Chance on Me Framförande vid Star Parade, ZDF
6. Abba on tour in 1977 Reportage i Rapport, SVT
7. Inspelning av Abba – The Album Reportage i Gomorron Sverige, SVT
8. Abba in London, February 1978 Reportage i Blue Peter, BBC
9. Abba in America, May 1978 Reportage i Rapport, SVT
10. Abba – The Album TV-reklam i Storbritannien
11. Abba – The Album TV-reklam i Australien
12. Internationellt omslagsgalleri Bildspel

- The Album gavs ut 2008 som en del i boxen The Albums utan några bonusspår.

## Musiker
Abba
- Benny Andersson - keyboard, sång
- Agnetha Fältskog - sång
- Anni-Frid Lyngstad - sång
- Björn Ulvaeus - akustisk gitarr, elgitarr, sång

Medverkande musiker
- Ola Brunkert - trummor
- Lars Carlsson - flöjt, saxofon
- Malando Gassama - percussion
- Rutger Gunnarsson - bas
- Roger Palm - trummor
- Janne Schaffer - gitarr
- Lasse Wellander - gitarr

## Produktion
- Producenter: Benny Andersson, Björn Ulvaeus
- Ljudtekniker: Michael B. Tretow
- Arrangemang: Rutger Gunnarsson
- Design: Rune Söderqvist
- Foto: Barry Levine
- Illustrationer: Benny Andersson, Rune Söderqvist

## Singlar
- "The Name of the Game" / "I Wonder (Departure) Live" (17 oktober 1977)
- "Take a Chance on Me" / "I'm a Marionette" (januari 1978)
- "Eagle" / "Thank You for the Music" (i vissa territorier, maj 1978)

## Listplaceringar
| Lista (1977-1978) | Topplacering |
| ----------------- | ------------ |
| Australien        | 4            |
| Belgien           | 1            |
| Finland           | 2            |
| Japan             | 9            |
| Kanada            | 7            |
| Nederländerna     | 1            |
| Mexiko            | 1            |
| Norge             | 1            |
| Nya Zeeland       | 1            |
| Rhodesia          | 2            |
| Storbritannien    | 1            |
| Sverige           | 1            |
| Västtyskland      | 2            |
| Österrike         | 2            |

## Övrigt
Albumet är en av titlarna i boken Tusen svenska klassiker (2009).

### Fotnoter
1. ↑  ”ABBA Annual 1977”. Arkiverad från originalet den 23 maj 2013. https://web.archive.org/web/20130523015207/http://www.abbaannual.com/1977.htm. Läst 3 december 2010.
2. ↑  Information i Svensk mediedatabas.
3. ↑  Palm 1994, sid. 68
4. ↑  Palm 1996, sid. 96
5. ↑  Palm 1996, sid. 96-97
6. ↑  Palm 1994, sid. 74
7. 1 2 3 4 5 6 7 8 9 10  ABBA - The Album Arkiverad 12 december 2010 hämtat från the Wayback Machine.
8. ↑  Listplacering
9. ↑  Listplacering
10. ↑  Listplacering
11. ↑  Listplacering
12. ↑  Gradvall et al 2009, nr. 486